# Federació de Futbol de Burundi
La Federació de Futbol de Burundi (francès: Fédération de football du Burundi; FFB) és la institució que regeix el futbol a Burundi. Agrupa tots els clubs de futbol del país i es fa càrrec de l'organització de la Lliga burundesa de futbol i la Copa. També és titular de la Selecció de futbol de Burundi absoluta i les de les altres categories.
Va ser formada el 1948.
- Afiliació a la FIFA: 1972
- Afiliació a la CAF: 1972